# Thai-Airways-Flug 311
Auf dem Thai-Airways-Flug 311 (Flugnummer IATA: TG311, ICAO: THA311, Funkrufzeichen: THAI 311) verunglückte am 31. Juli 1992 ein Airbus A310-300 im Anflug auf Kathmandu. Bei dem Absturz kamen alle 113 Insassen ums Leben. Zudem kam ein britischer Flugunfall-Ermittler auf dem Weg zur Absturzstelle durch Sauerstoffmangel (Hypoxie) ums Leben.
Es war der Unfall mit den meisten Opfern in der Geschichte der Thai Airways. Zum Unfallzeitpunkt war es der schwerste Flugunfall in Nepal, wurde aber bereits zwei Monate später von dem Absturz eines Airbus A300 auf dem Pakistan-International-Airlines-Flug 268 übertroffen.

## Flugzeug
Das Flugzeug (Kennzeichen: HS-TID, c/n: 415) war mit zwei Triebwerken des Typs General Electric CF6-80C2A2 ausgestattet. Es wurde auf den Namen Buri Ram getauft und war zum Zeitpunkt des Unfalls 4 Jahre und 10 Monate alt. Der A310 wurde am 2. Oktober 1987 an die kanadische Wardair ausgeliefert. Ab dem 15. Januar 1990 war der Airbus bei Canadian Airlines in Betrieb, welche die Wardair im Jahr zuvor übernommen hatten. Am 9. Mai 1990 ging die Maschine bei Thai Airways in Betrieb.

## Unfallhergang

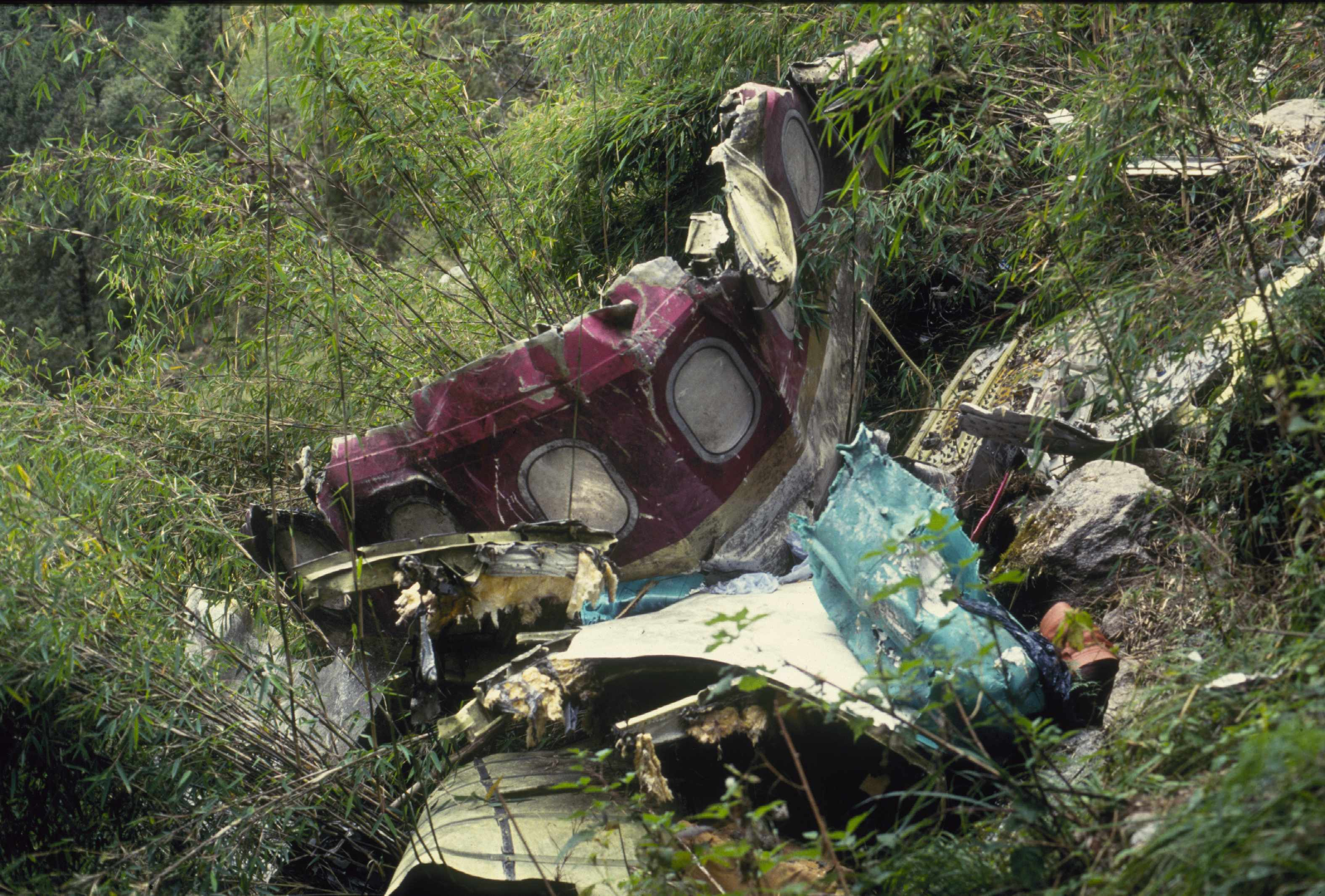
Trümmer der Maschine am Unfallort

Der Airbus A310 der Thai Airways International war um 10:30 Uhr Ortszeit (UTC+7) vom Flughafen Bangkok-Don Mueang zu einem Linienflug nach Kathmandu gestartet, wo er um 12:55 Uhr (UTC+5:45) landen sollte. An Bord befanden sich 113 Personen, davon waren 14 Besatzungsmitglieder. Im nepalesischen Luftraum durchflog die Maschine eine größere Wolkendecke.
Im ersten Anflug nach dem VOR/DME-Verfahren überflog die Maschine den Zielflughafen, da kurz vor der Landung eine Störung an den für diesen Flughafen zwingend erforderlichen Landeklappen aufgetreten war. Die Piloten meldeten bei der Flugsicherung eine Umleitung des Fluges zum Flughafen Kalkutta. Kurz darauf ließen sich die Landeklappen dann doch ausfahren, die Maschine war nun jedoch schon zu nah am Flughafen und zu hoch, um noch eine Landung einleiten zu können. Der Kapitän flog mit dem Flugzeug, das auf die Berge nördlich von Kathmandu zuflog, eine Rechtskurve um zum VOR-Punkt südlich des Flughafens zurückzukehren und einen erneuten Landeanflug zu unternehmen. Diese Kurve wurde nicht rechtzeitig beendet, die Maschine flog stattdessen eine 360-Grad-Schleife und in der Folge wieder in nördlicher Richtung auf die Berge zu. Anschließend versuchte der Erste Offizier vergeblich, einen Kurs zum VOR-Punkt ins Navigationssystem einzugeben – den dieses nicht annahm, da die Maschine ihn in ihrer Flugrichtung längst überflogen hatte. Eine Minute später ertönte das Ground Proximity Warning System, das der Kapitän jedoch als Fehlalarm abtat. Das Flugzeug zerschellte 16 Sekunden später an einem Berg in 3500 Metern Höhe.

## Flugunfalluntersuchung
Die Flugunfalluntersuchung ergab, dass die Piloten Grundregeln des Crew Resource Management missachteten, indem der Flugkapitän als fliegender Pilot Aufgaben des Ersten Offiziers als Pilot not flying übernahm, da er offenbar mit dessen Arbeit unzufrieden war. So kommunizierte er in einer Phase erhöhten Arbeitsaufkommens durch den fehlgeschlagenen ersten Landeanflug zusätzlich mit der Flugsicherung, was sich aufgrund von Verständigungsproblemen zudem schwierig gestaltete. In Folge dieser erhöhten Belastung übersah der Flugkapitän, dass er anstatt einer geplanten 180°-Kurve nach Süden eine 360°-Schleife geflogen war und sich nun erneut auf nördlichem Kurs in die Berge befand. Die Flugsicherung verfügte über kein Radar, welches Position, Höhe und Kurs der Flugzeuge in der Umgebung anzeigen würde, und konnte die Piloten daher nicht auf den Fehler aufmerksam machen. Eine Frage des Fluglotsen nach der Position der Maschine beantwortete der Flugkapitän aus Sicht des Lotsen zwar unplausibel, nach einer entsprechenden Rückfrage aber derart barsch, dass der unerfahrene Fluglotse auf weitere Fragen verzichtete. Erschwerend kam hinzu, dass die Piloten in einer dichten Wolkendecke flogen und damit weder den Flughafen noch die Berge sehen konnten. Die Kompasse der Maschine hatten zudem keine Markierung der Himmelsrichtungen (Nord, Süd, West, Ost), sondern nur Gradangaben, was das Erkennen des Navigationsfehlers erschwerte. Späte Hinweise des Ersten Offiziers auf die falsche Flugrichtung ignorierte der Kapitän ebenso wie die Warnungen des Bordcomputers vor einem drohenden Aufprall.

## Darstellung in Medien
- Das verschollene Flugzeug (Originaltitel: The Lost Plane). Mayday – Alarm im Cockpit [Staffel 17; Folge 10].

## Belege
1. ↑  Mayday – Alarm im Cockpit,  Staffel 17 Episode 10: "The Lost Plane (Thai Airways Flight 311)", Oktober 2017
2. 1 2 3  Unfallbericht A310 HS-TID, Aviation Safety Network (englisch), abgerufen am 6. März 2019.

Koordinaten: 28° 3′ 9″ N, 85° 27′ 3″ O